# Io se fossi Gaber
Io se fossi Gaber è un album del 1985 di Giorgio Gaber. Il disco è stato registrato dal vivo al teatro Giulio Cesare di Roma, nelle date dal 4 al 10 marzo 1985.

## Tracce
Disco 1
1. Massa ed energia
2. Gli altri
3. L'abitudine
4. Cronometrando il mondo
5. L'intossicato
6. Luciano
7. La vestizione
8. La massa
9. Io e le cose
10. I posti giusti
11. Il dilemma
12. L'audience
13. Qualcosa che cresce

Disco 2
1. La pistola
2. Il senso
3. Le elezioni
4. Il sociale
5. Wittgenstein
6. Benvenuto il luogo dove
7. Cosa non mi sono perso
8. Il deserto
9. Io se fossi
10. Il deserto (stacco)